# اندیس سنگ سیاهی
سنگ سیاهی یک اندیس فلزی است که در حوالی شهر آورتین استان کرمان قرار دارد و مادهٔ معدنی موجود در آن، مس است.سنگ میزبان این اندیس سرپانتینیت است و دیرینگی آن به دوران کرتاسه فوقانی می‌رسد. در این اندیس، پاراژنز‌های آزوریت یافت می‌شوند.